# 福島県立いわき総合高等学校
福島県立いわき総合高等学校（ふくしまけんりつ いわきそうごうこうとうがっこう）は、福島県いわき市内郷内町に所在する県立高等学校。

## 概要
旧称は福島県立内郷高等学校であった。2004年の設置学科を総合学科に転換した際に校名を変更した。旧内郷市に所在している。
「芸術・表現系列」で実施されている演劇教育が全国的に有名である。学校設定教科として「演劇」の科目があり、全国区で活躍する劇作家を毎年講師として招き、書き下ろし脚本提供と演出の指導を受ける。歴代の講師には前田司郎、藤田貴大、飴屋法水、岩井秀人、多田淳之介、田上豊、危口統之、三浦直之などがいる。とりわけ飴屋法水が寄せた『ブルーシート』は第58回岸田國士戯曲賞受賞作となった。

## 設置学科
- 全日制課程
  - 総合学科

## 沿革
- 1948年 - 学制改革に伴い、福島県立内郷高等学校となる。
- 1963年 - 好間第二部が福島県立好間高等学校として分離。
- 1969年 - 定時制課程が福島県立いわき中央高等学校（現福島県立いわき翠の杜高等学校）として分離。
- 2004年 - 設置学科を総合学科に転換し、校名を福島県立いわき総合高等学校に改称する。
- 2025年 - 福島県立好間高等学校と統合。

## 部活動
運動系
- 陸上競技部
- 野球部
- バスケットボール部
- 女子バレー部
- ハンドボール部
- ソフトテニス部
- 硬式テニス部
- 卓球部
- 剣道部

文化系
- 演劇部
- 吹奏楽部
- 合唱部
- 美術部
- 茶道部
- 華道部
- 写真部
- 筝曲部
- JRC・IAC部
- フラダンス部

同好会・クラブ
- 情報同好会
- 家庭クラブ

## 系列
- 人文・国際系列
- 自然科学系列
- 生活福祉系列（看護・保育・介護）
- スポーツ健康系列
- 芸術・表現系列（音楽・美術・演劇）
- 情報系列(情報・商業)

## 交通
- JR常磐線内郷駅下車、徒歩8分。
- 新常磐交通「いわき総合高校」下車徒歩5分。

## 著名な出身者
- 柳田利夫 - 元プロ野球選手（内郷高等学校卒業）
- 矢部徳美 - 元プロ野球選手（内郷高等学校卒業）
- 柏原竜二 - 陸上選手、2009年、2010年箱根駅伝5区区間賞、区間記録保持者（東洋大学）
- 撹上宏光 - 陸上選手
- 駒木なおみ（駒木根尚美、橘ありん） - 元グラビアアイドル（イエローキャブ所属）（内郷高等学校卒業）
- 紅晴美 - 演歌歌手
- Alice - シンガーソングライター